# Taconnay
Taconnay – miejscowość i gmina we Francji, w regionie Burgundia-Franche-Comté, w departamencie Nièvre.
Według danych na rok 1990 gminę zamieszkiwały 84 osoby, a gęstość zaludnienia wynosiła 10 osób/km² (wśród 2044 gmin Burgundii Taconnay plasuje się na 826. miejscu pod względem liczby ludności, natomiast pod względem powierzchni na miejscu 1023.).